# غلام ژاندارم
غلام ژاندارم فیلمی به کارگردانی امان منطقی و نویسندگی سهیلا نصر محصول سال ۱۳۵۰ است.

## داستان
گروهی یاغی به رهبری اکبر گرگ به قتل و غارت مردم مشغولند. تفنگچی ماهری به نام داش غلام و دوستش سهراب رو در روی آنها قرار می‌گیرند و در یکی از آن درگیری‌ها سهراب نابینا می‌شود. داش غلام که از بهارک، دختر کدخدا، مراقبت می‌کرد ستار، پسر گرگ، را نیز با خود همراه می‌کند. سال‌ها می‌گذرد حالا بهارک و ستار بزرگ شده‌اند و به تدریج به هم علاقمند می‌شوند.
گرگ و افرادش دام می‌گسترند و داش غلام، ستار و بهارک را دستگیر کرده، از بهارک هتک حرمت می‌کنند ولی داش غلام و ستار می‌گریزند و ستار تلاش می‌کند با گروهی از ژاندارمها بازگردد و داش غلام نیز به جنگ و گریز با گرگ ادامه می‌دهد تا این که دوباره غلام به دام می‌افتد و با گلولهٔ گرگ زخمی می‌شود. کمی پیش از آن که گرگ فرصت بیابد تیر خلاص به او شلیک کند ستار و ژاندارمها سر می‌رسند و گرگ با گلوله‌ای که بهارک به سوی او شلیک می‌کند کشته می‌شود و غلام نیز قبل از مرگش ستار را سراغ بهارک می‌فرستد.
استعاره ابتدای فیلم که
... مرتب بنا به ماده قانون غلام را آزار می‌دهند … و پاسخ او که … این‌ها که همه ماده شد پس نر قانون کجاست …
کنایه‌ای از بی‌تفاوتی و ناتوانی قانون در احقاق حق است.

## بازیگران
- ناصر ملک‌مطیعی
- ایرج قادری
- مرجان

ایرج قادری در این فیلم در دو نقش ظاهر شد.